# Großholzhausen

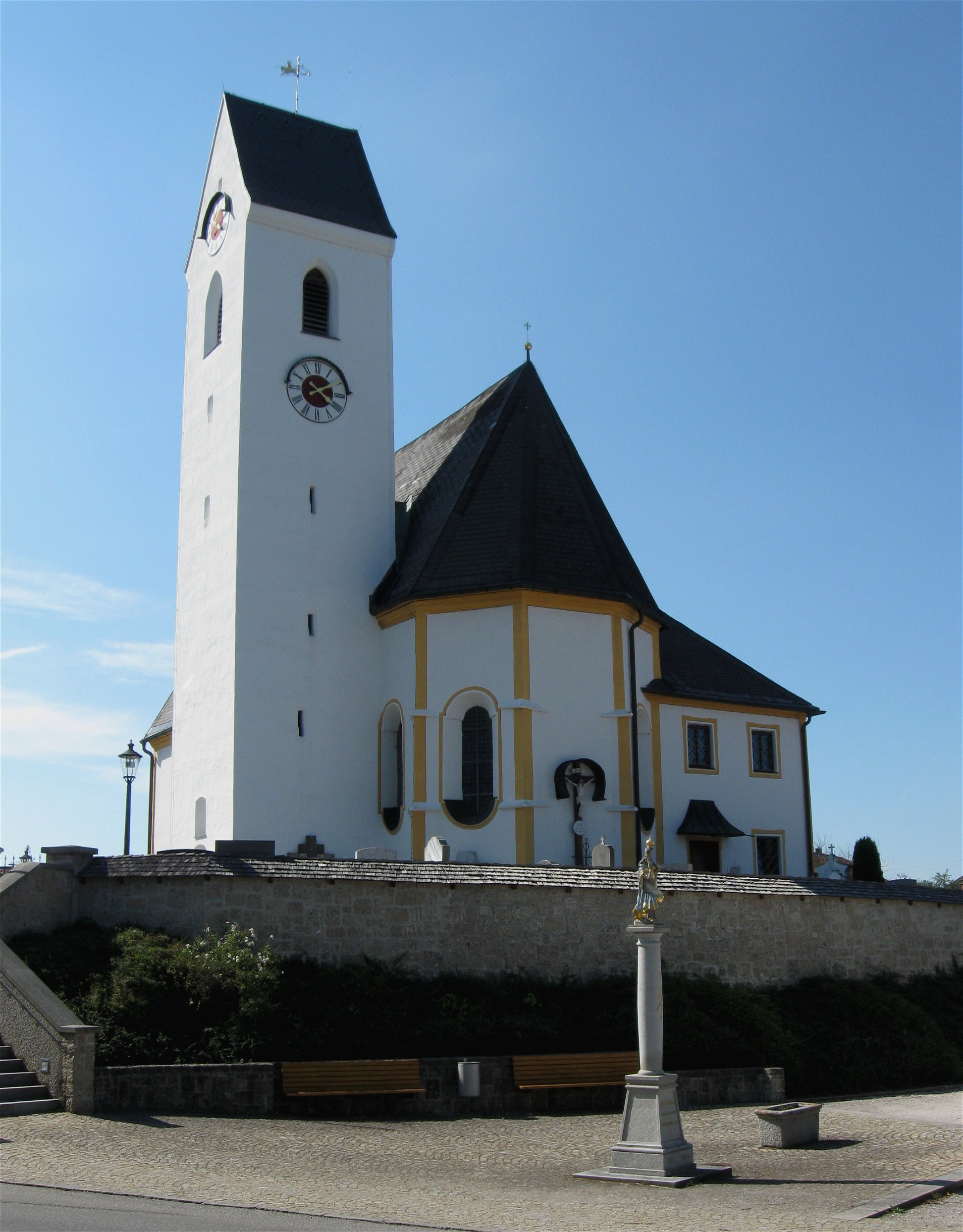
St. Georg in Großholzhausen

Großholzhausen ist eine Gemarkung und ein Ortsteil der Gemeinde Raubling im oberbayerischen Landkreis Rosenheim.

## Geographie
Das Pfarrdorf liegt westlich der Bundesautobahn 93 an der Staatsstraße 2089 vier Kilometer südwestlich von Raubling.

## Geschichte
Die katholische Pfarrkirche St. Georg ist im Kern spätgotisch. Ein Pestkreuz erinnert an die Pesttoten von 1611. Die 1818 durch das bayerische Gemeindeedikt gegründete Gemeinde Großholzhausen (mit dem am 22. November 1864 eingegliederten Kleinholzhausen) wurde im Zuge der Gebietsreform in Bayern am 1. Mai 1978 nach Raubling eingemeindet.